# Kalvasjön (Kävsjö socken, Småland)
Kalvasjön är en sjö i Gnosjö kommun i Småland och ingår i Lagans huvudavrinningsområde. Sjön har en area på 0,267 kvadratkilometer och ligger 164 meter över havet. Kalvasjön ligger i Store Mosse Natura 2000-område. Vid provfiske har abborre, braxen och gädda fångats i sjön.

## Delavrinningsområde
Kalvasjön ingår i det delavrinningsområde (634699-138269) som SMHI kallar för Mynnar i Bolmån. Avrinningsområdets medelhöjd är 165 meter över havet och ytan är 31,55 kvadratkilometer. Det finns inga delavrinningsområden uppströms utan avrinningsområdet är högsta punkten. Brännösbäcken som avvattnar avrinningsområdet har biflödesordning 3, vilket innebär att vattnet flödar genom totalt 3 vattendrag innan det når havet efter 173 kilometer. Delavrinningsområdet består mestadels av skog (31 procent) och sankmarker (64 procent). Avrinningsområdet har 0,27 kvadratkilometer vattenytor vilket ger det en sjöprocent på 0,8 procent.